# Labuat
Labuat — испанская музыкальная группа, образованная в 2008 году дуэтом The Pinker Tones, публицистом Ристо Мехиде и победительницей испанской версии Фабрики звёзд (en:Operación Triunfo Sixth Series) Вирхинией Маэстро.
Ристо Мехиде является автором песен, Pinker Tones — продюсеры, Вирхиния — основная вокалистка; также она является автором некоторых песен.
В 2009 году Labuat выпустили дебютный альбом, который стал вторым в испанских чартах. Два первых сингла «Soy Tu Aire» и «De Pequeño». В мае 2009 года группа была на разогреве у Бейонсе в Барселоне, во время I Am… Tour.